# Obodrita uralkodók listája
Az obodriták egy nyugati szláv néptörzs volt a mai Mecklenburg területén. Királyságukat a németek hódították meg a XII. században.

| Dinasztia                                            | Uralkodó                     | Uralkodott                    | Megjegyzés                                              |
| ---------------------------------------------------- | ---------------------------- | ----------------------------- | ------------------------------------------------------- |
| Nakonidák                                            | Nakon                        | ur.: 954, †967                |                                                         |
| Nakonidák                                            | Stogniev                     | ur.: 954, †955                | Nakon öccse.                                            |
| Nakonidák                                            | Misztyivor                   | ur.: 967, †999                | Nakon fia.                                              |
| Nakonidák                                            | Msztyidrog                   | ur.: 990, †995                | Nakon fia.                                              |
| Nakonidák                                            | Msztyiszláv (* 960 k.)       | ur.: 999, †1019               | Misztyivor fia.                                         |
| Nakonidák                                            | Pribignyev                   | ur.: 1020, †1028              | Misztyivor fia. Más néven: Udo.                         |
| ismeretlen                                           | Ratibor                      | ur.: 1028, †1042              |                                                         |
| ismeretlen                                           | ismeretlen királyok          | ur.: 1042, †1043              | Ratibor két ismeretlen nevű fia.                        |
| Nakonidák                                            | Szent Gottschalk (* 1015 k.) | ur.: 1043, †1066. június 7.   | Pribignyev fia. Neve latinul: Goddescalcus.             |
| Nakonidák                                            | Blusso                       | ur.: 1066, †1067              | Pribignyev fia.                                         |
| Nakonidák                                            | Budivoj                      | ur.: 1067, †1073              | Gottschalk fia.                                         |
| ismeretlen                                           | Kruto (* 1025 k.)            | ur.: 1073, †1093              |                                                         |
| Nakonidák                                            | Henrik (* 1050 k.)           | ur.: 1093, †1127. március 22. | Gottschalk fia.                                         |
| Nakonidák                                            | Szentopolk (* 1095 k.)       | ur.: 1127, †1128              | Henrik fia.                                             |
| Nakonidák                                            | I. Knut (* 1095 k.)          | ur.: 1128, †1128              | Henrik fia.                                             |
| Nakonidák                                            | Szvineke                     | ur.: 1128, †1129              | Szventopolk fia.                                        |
| Estridsson                                           | II. Knut (* 1096)            | ur.: 1129, †1131. január 7.   | I. Erik dán király fia.                                 |
| Nakonidák                                            | Pribiszláv (* 1070 k.)       | ur.: 1131, †1156 után         | Budivoj fia.                                            |
| Mecklenburg-ház                                      | Niklot (* 1090)              | ur.: 1131, †1160 augusztusa   | Magyarosan: Miklós. A Mecklenburgi dinasztia alapítója. |
| 1160-ban az obodriták elvesztették függetlenségüket. |                              |                               |                                                         |

## Fordítás
- Ez a szócikk részben vagy egészben  az   Abodrites című francia Wikipédia-szócikk fordításán alapul.  Az eredeti cikk szerkesztőit annak laptörténete sorolja fel. Ez a jelzés csupán a megfogalmazás eredetét és a szerzői jogokat jelzi, nem szolgál a cikkben szereplő információk forrásmegjelöléseként.